# Tiltrotor
Aéronef à rotors basculants
Dimensions
Le terme « tiltrotor » désigne un aéronef muni de rotors basculants, qui combine ainsi l'ascension verticale d'un hélicoptère à la vitesse de croisière et à la charge utile d'un avion. C'est un des types d'avion à décollage et atterrissage verticaux.
D'origine anglaise, ce terme a été créé à partir des mots « tilt » (« inclinaison ») et « rotor » (« rotor », pris dans le sens du rotor d'un hélicoptère). Il n'existe pas de mot simple équivalent dans la langue française et la traduction la plus juste serait « rotor basculant ». Cependant, il a parfois été traduit par « convertible », en anglais "convertiplane", qui est un terme plus général et s'applique également à d'autres types d'avions (réacteurs basculants, aile basculante, hélicoptères combinés...).

## Vue d'ensemble
Comme son nom l'indique, un avion tiltrotor utilise des propulseurs pivotants appelés « proprotors (en) ». Pour le vol vertical (décollage et atterrissage), les proprotors sont orientés de façon à diriger leur poussée vers le bas (l'axe des moteurs est vertical), permettant le soulèvement. Dans ce mode de fonctionnement, l'appareil est pratiquement identique à un hélicoptère. Au fur et à mesure que l'appareil acquiert de la vitesse, les proprotors sont lentement inclinés vers l'avant jusqu'à atteindre un axe horizontal, c'est la première phase de transition. Lorsque cette attitude est atteinte, l'aile fournit la portance, et le rendement élevé de l'aile aide le tiltrotor à atteindre sa vitesse de croisière. Dans ce mode, l'appareil est essentiellement un avion à turbopropulseurs. Dans le cas du V-22, il apparait toutefois que les décollages et atterrissages sur porte-avions posent problème en raison de la chaleur dégagée par les moteurs dirigés verticalement qui détériorent le pont d'envol.

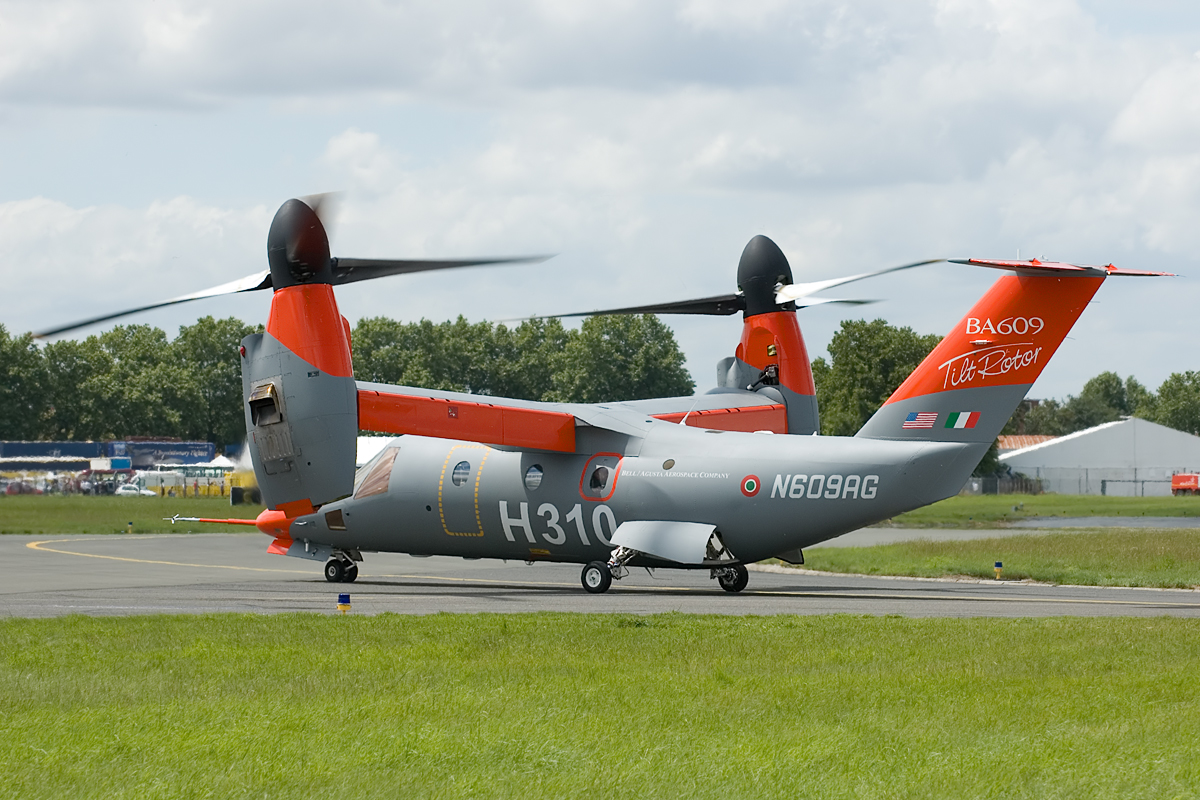
Bell/Agusta BA609 au sol, en mode hélicoptère
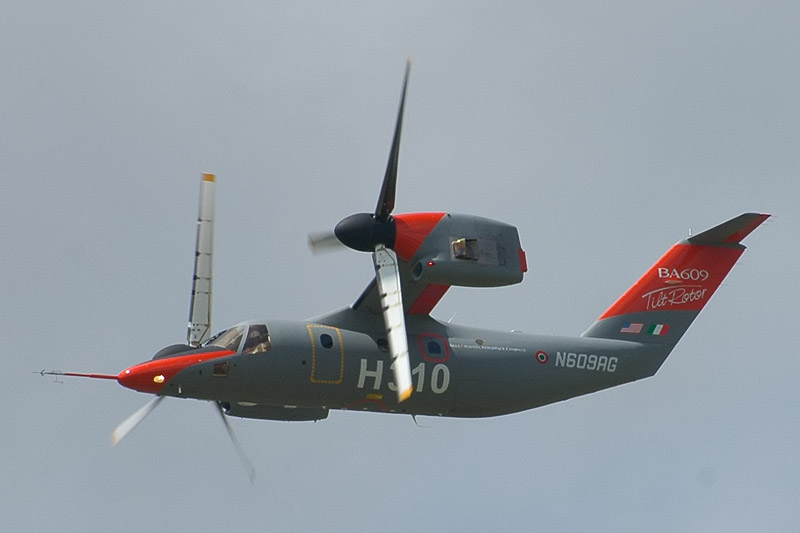
Bell/Agusta BA 609 en mode avion
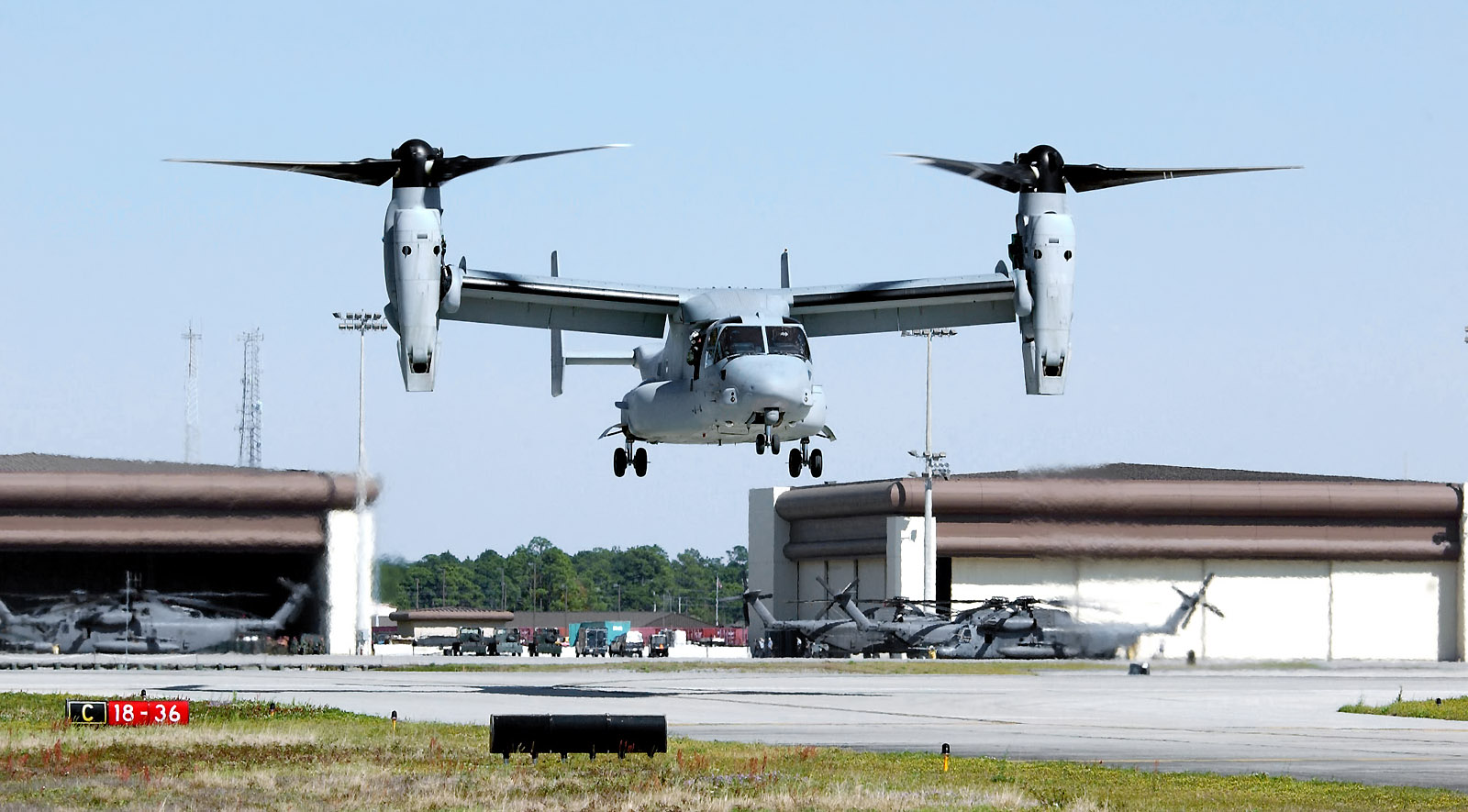
Bell-Boeing V-22 Osprey au moment du décollage
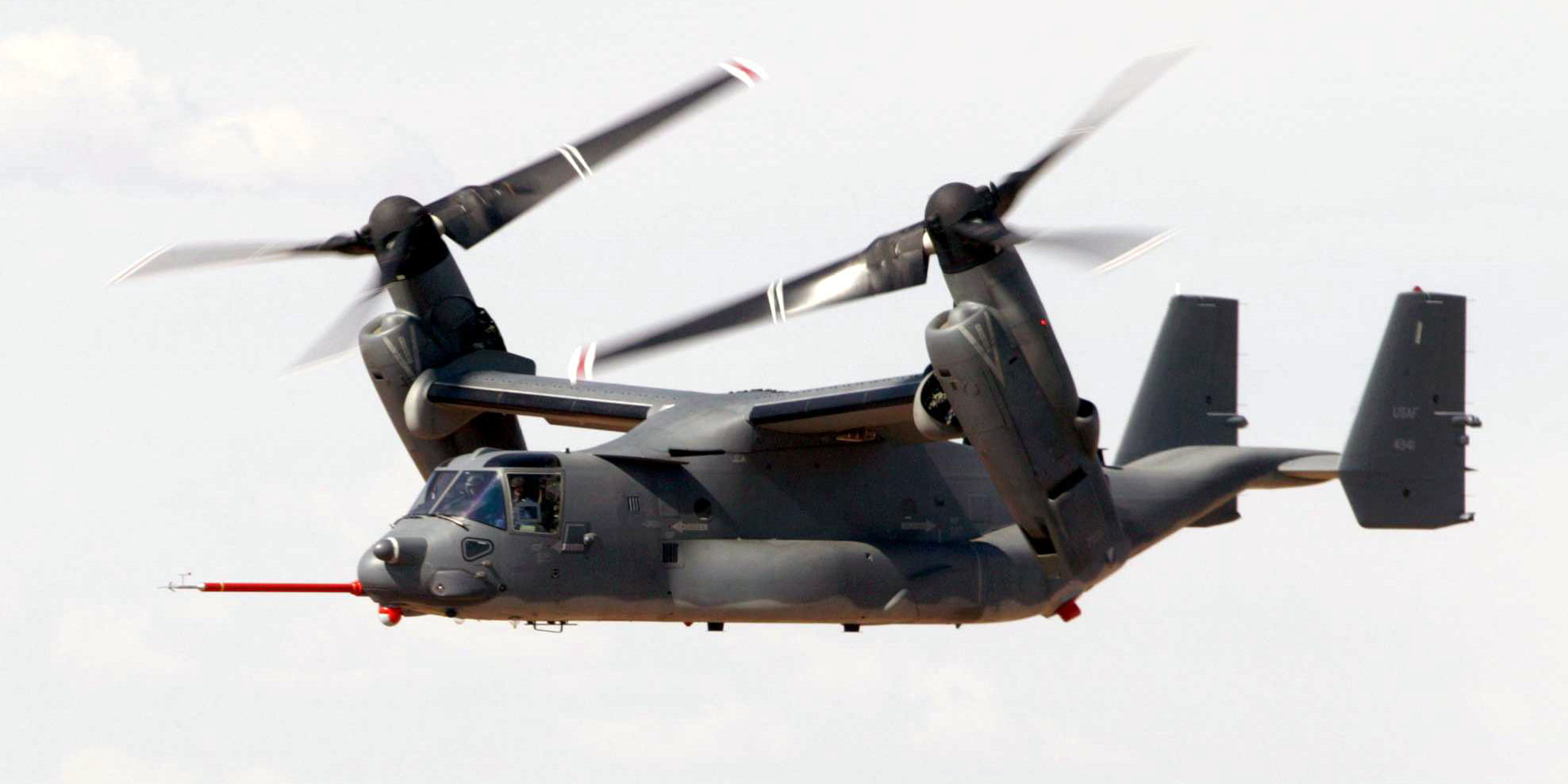
V-22 Osprey en phase de transition

On distingue les avions de type tiltrotor des tiltwings (dans lesquels c'est l'aile entière qui bascule, et non uniquement les rotors) ou des tiltjets (équivalent des tiltrotors équipés de moteurs à réaction). Un tiltrotor est obligé de décoller et d'atterrir en mode hélicoptère à cause de la longueur des pales de ses rotors, bien plus importantes que celle d'une hélice conventionnelle, qui toucheraient le sol s'ils étaient en position horizontale.
Une seconde transition (passage du mode avion au mode hélicoptère) sera donc nécessaire avant l'atterrissage.

### Commandes
Lors de la phase verticale du vol, les commandes du tiltrotor sont très semblables à celles d'un hélicoptère à double rotor ou à rotors en tandem. L'axe de lacet est commandé en inclinant ses rotors dans des directions opposées. On obtient le roulis par la poussée différentielle. Le tangage est obtenu par le cycle du rotor ou l'inclinaison de la nacelle. Le mouvement vertical est contrôlé grâce au pas variable de l'hélice, soit à l'aide d'un levier de commande commun comme sur un hélicoptère conventionnel (cas du Bell/Agusta BA609), soit à l'aide d'une commande unique semblable à celle d'un appareil à ailes fixes appelée « levier de contrôle de poussée » (TCL) (cas du V-22 Osprey).

### Performances
L'avantage d'un appareil muni de tiltrotors est une vitesse significativement plus élevée que celle d'un hélicoptère. Dans le cas de l'hélicoptère, la vitesse maximale est définie par la vitesse de rotation du rotor : à un certain point, l'hélicoptère avancera à la même vitesse que le déplacement relatif des pales du rotor vers l'arrière, jusqu'à ce que l'extrémité du rotor (de ce côté) ait une vitesse relative nulle par rapport à l'air et commence à décrocher. Ceci limite les hélicoptères modernes à des vitesses de l'ordre de 300 km/h. Avec le tiltrotor, ce problème est contourné car le proprotor est perpendiculaire au mouvement de l'appareil lorsque celui-ci se déplace en vol de croisière (en attitude « avion »). Il ne subit donc jamais ce phénomène de flux inverse. De ce fait, un appareil à tiltrotors peut dépasser les 500 km/h.
Ces vitesses sont rendues possibles aux dépens de la charge utile qui s'en trouve diminuée. Ainsi, un tiltrotor ne peut dépasser l'efficacité de transport (rapport vitesse/charge utile) d'un hélicoptère. De plus, le système de propulsion d'un tiltrotor est plus complexe que celui d'un hélicoptère traditionnel à cause des imposantes nacelles articulées et de l'adjonction d'ailes. Cependant, dans certaines situations sa vitesse de croisière supérieure à celle d'un hélicoptère peut être déterminante. En effet, la vitesse et plus encore le temps de réponse sont les principales caractéristiques considérées par les forces armées s'équipant de tels appareils.
Les tiltrotors sont de par leur conception moins bruyants que les hélicoptères dans leurs déplacements vers l'avant (en configuration avion). Il est probable que ceci, combiné à leur vitesse accrue, favorise leur utilisation notamment dans les zones urbaines pour des usages commerciaux et réduise les risques de détection lors d'usages militaires. En vol stationnaire et à taille égale, les tiltrotors sont en revanche aussi bruyants que des hélicoptères.
L'altitude de croisière d'un tiltrotor est environ le double de celle d'un hélicoptère, puisqu'elle est de l'ordre de 6 000 mètres au lieu de 3 000 mètres. Cette caractéristique permet au tiltrotor un certain nombre d'utilisations jusque-là réservées aux seuls aéronefs à voilure fixe, avec en plus pour avantage de se passer de piste.
En contrepartie, sa charge utile est considérablement réduite quand celui-ci décolle d'une altitude élevée. À titre de comparaison, et en se référant à leurs manuels de vol respectifs, un V-22 Osprey de 22 600 kg a la même charge utile qu'un hélicoptère UH-60L Black Hawk de 9 950 kg quand tous deux décollent d'une zone située à 3 000 mètres d'altitude.

## Historique des avions de type tiltrotor

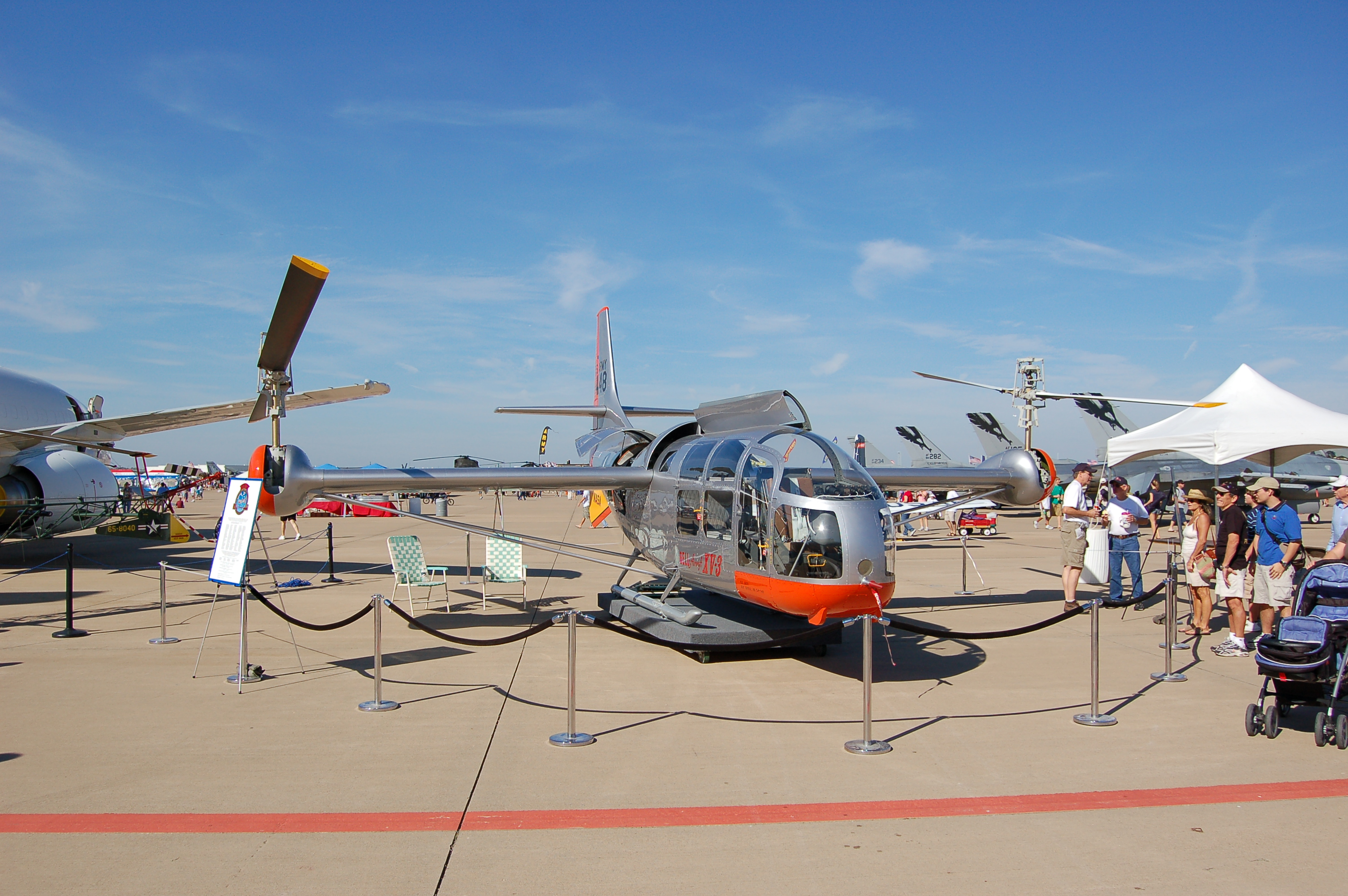
Le Bell XV-3

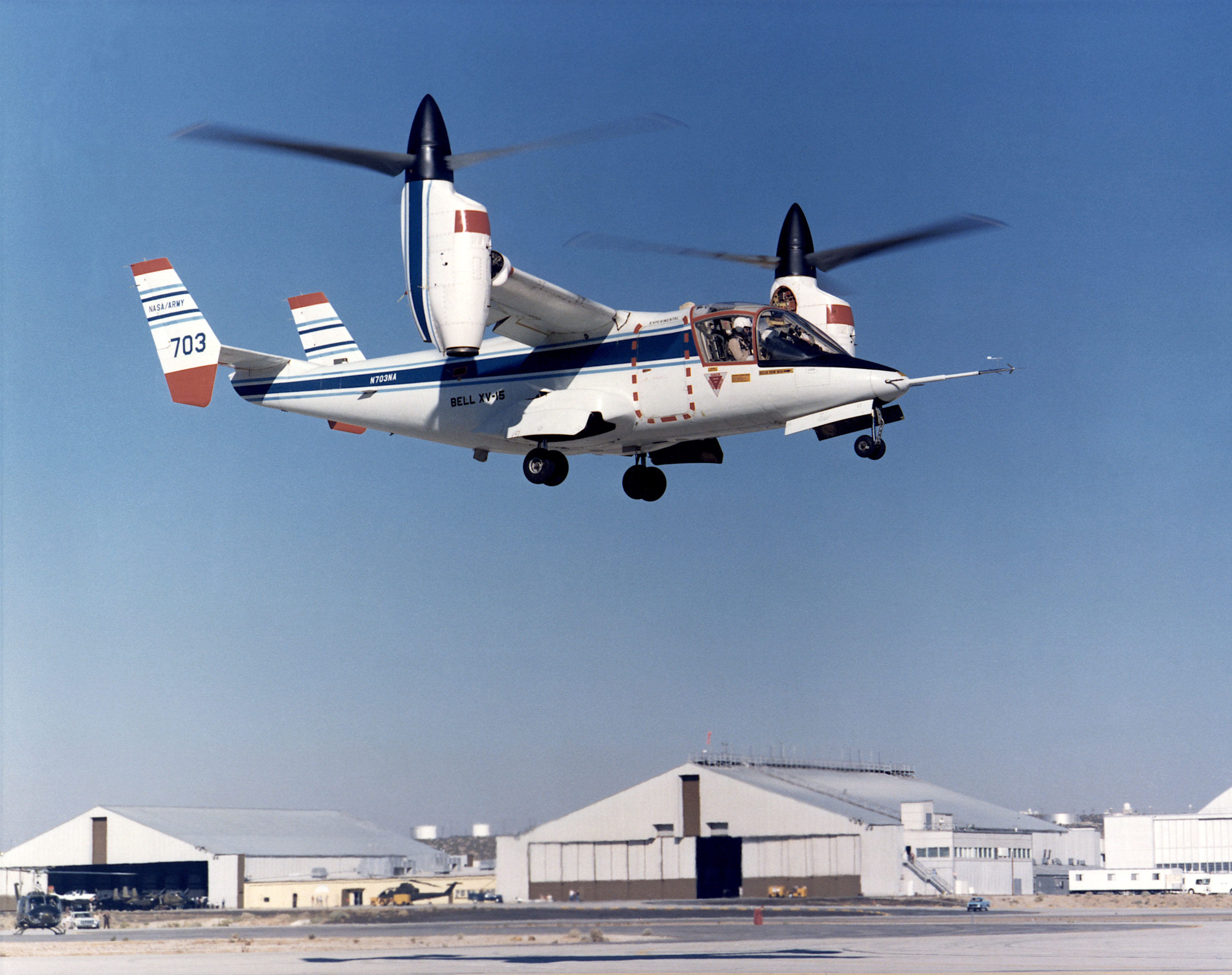
Le Bell XV-15

La recherche sur la technologie du tiltrotor a commencé dans les années 1940, avec le Bell XV-3. Construit en 1953 par Bell Aircraft Corporation, cet avion expérimental a volé jusqu'en 1966, prouvant la solidité fondamentale du concept de tiltrotor et recueillant des données permettant des améliorations techniques pour de futures conceptions. En 1972, grâce aux financements de la NASA et de l'armée des États-Unis, Bell Helicopter Textron a commencé le développement du Bell XV-15 (en), un avion bimoteur expérimental équipé de tiltrotors. Deux appareils ont été construits pour valider la conception du tiltrotor et pour étudier les débouchés éventuels pour des applications militaires et civiles.
En 1981, utilisant l'expérience acquise sur le XV-3 et le XV-15, Bell et Boeing ont commencé à développer le V-22 Osprey, un avion de transport tiltrotor destiné à l'armée américaine, qui a été mis en service en 2005. En collaboration avec Agusta Westland, Bell développe ensuite le AW609, un appareil de transport commercial qui devait entrer en service en 2017 mais est toujours en essais début 2023. La société a également développé un drone utilisant le tiltrotor : le TR918 Eagle Eye.
Bell et Boeing sont même allés plus loin et ont réalisé l'étude conceptuelle d'un quadrimoteur équipé de tiltrotor (QTR : Bell Boeing Quad TiltRotor (en)) pour un programme de l'armée américaine (Joint Heavy Lift). Le QTR est une version agrandie du V-22 munie de deux ailes fixes en tandem et de quatre rotors.